# Jeremy Irons

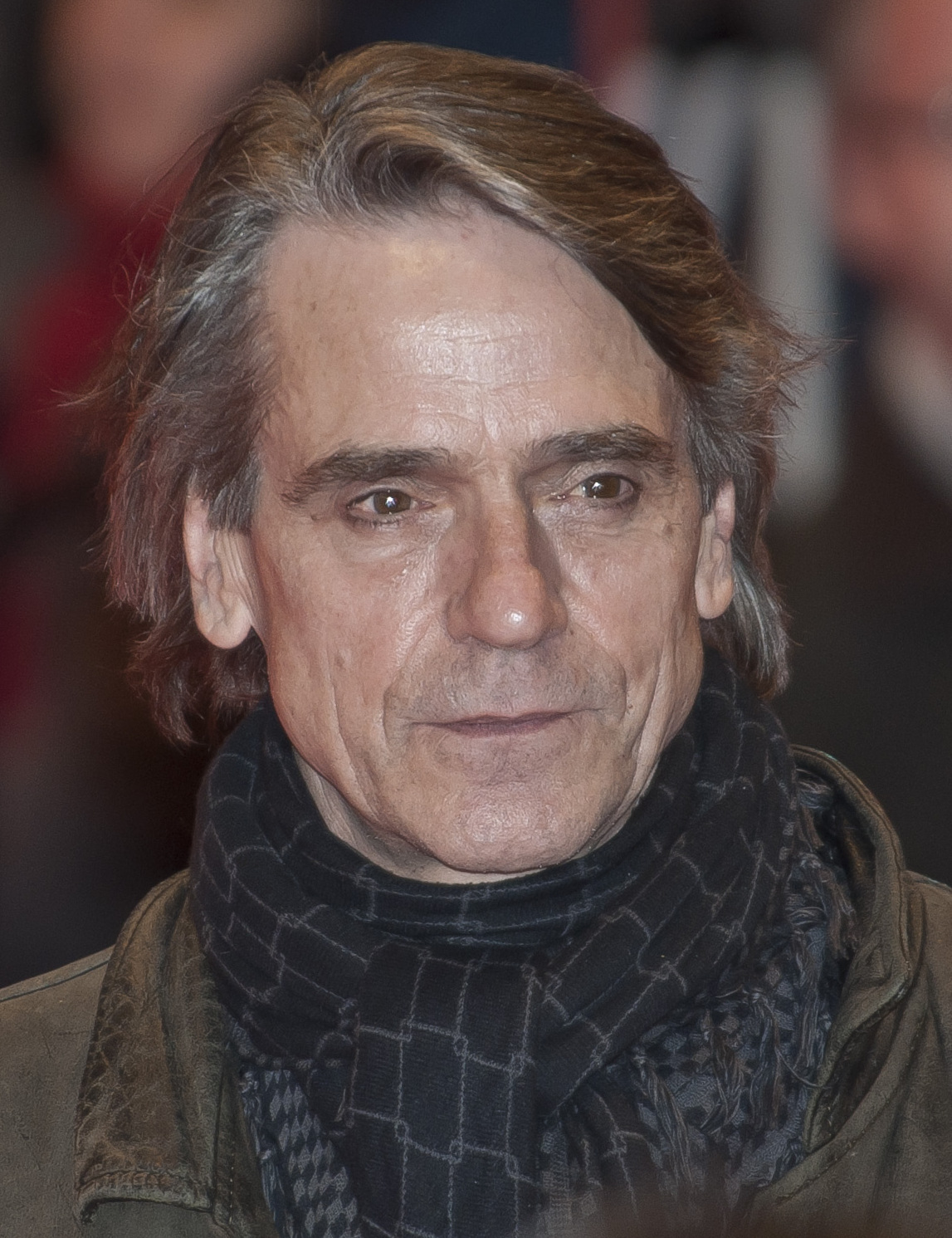
Jeremy Irons (Berlin Film Festival 2011)

Jeremy John Irons (ur. 19 września 1948 w Cowes) – angielski aktor filmowy, telewizyjny i teatralny, laureat m.in. Oscara, nagrody Emmy i Tony.

## Życiorys

### Wczesne lata
Urodził się w Cowes na wyspie Wight jako syn Paula Dugana Ironsa (1913–1983), z zawodu księgowego, i Barbary Anne Brereton Brymer Sharpe Irons (de domo Sharpe; 1914–1999). Ma brata Christophera i siostrę Felicity Anne. Ma przodków irlandzkich z hrabstwa Cork. W latach 1962–1966 uczył się w szkole dla chłopców Sherborne School w Dorset. Był perkusistą i grał na harmonijce w czteroosobowym szkolnym zespole o nazwie Four Philosophy of Wisdom.

### Kariera
Po ukończeniu Bristol Old Vic Theatre School, w 1969 roku debiutował na scenie. W 1971 na deskach Bristol Old Vic Theatre wystąpił w komedii Noëla Cowarda Hay Fever jako Simon Bliss, farsie Joego Ortona Co widział kamerdyner jako Nick oraz dramacie Williama Szekspira Zimowa opowieść jako Florizel, syn króla Czech. Wkrótce trafił na londyńską scenę Round House Theatre i potem Wyndham’s Theatre w musicalu Stephena Schwartza Godspell (1971) w roli Jana Chrzciciela. Pojawił się też w spektaklach: Pamiętnik szaleńca (1973) Gogola w Act Inn Lunchtime Theatre, Wiele hałasu o nic (1974) jako Don Pedro w Young Vic Theatre, Dozorca autorstwa noblisty Harolda Pintera (1974) jako Mick w Young Vic Theatre, Poskromienie złośnicy (1975) jako Petruchio, wielbiciel Katarzyny w New Shakespeare Company – RoundHouse Theatre oraz Wizyta inspektora (1975) J.B. Priestleya w Key Theatre w Peterborough. Z czasem grał także w spektaklach prestiżowego Royal Shakespeare Company: Wild Oats jako Harry Thunder w Aldwych Theatre (1976) i Piccadilly Theatre (1977), Zimowa opowieść (1986) jako Leontes oraz Ryszard II (1986). W roku 1984 zadebiutował w roli Henry’ego Boota na Broadwayu w Plymouth Theatre w sztuce Toma Stopparda Prawdziwa rzecz w reżyserii Mike’a Nicholsa z Glenn Close, Christine Baranski, Cynthią Nixon i Peterem Gallagherem, w tym samym roku otrzymał Tony Award i nominację do Drama Desk Award dla najlepszego aktora sezonu.
Po gościnnym udziale w brytyjskich serialach telewizyjnych, w tym ITV Rywale Sherlocka Holmesa (The Rivals of Sherlock Holmes, 1971), BBC Notorious Woman (1974) jako Ferenc Liszt czy BBC One Ludzie Churchilla (Churchill’s People, 1974) jako Samuel Ross, zwrócił na siebie uwagę rolą Michaiła Fokina w biograficznym filmie muzycznym Herberta Rossa Niżyński (Nijinsky, 1980) u boku Alana Batesa. Podwójna rola Charlesa Henry’ego Smithsona i Mike’a w melodramacie Carla Davisa Kochanica Francuza (The French Lieutenant’s Woman, 1981) na podstawie powieści Johna Fowlesa z Meryl Streep przyniosła mu nominację do nagrody BAFTA. Za rolę Charlesa Rydera w serialu BBC Powrót do Brideshead (Brideshead Revisited, 1981) według powieści Evelyn Waugh z Anthony Andrewsem był nominowany do British Academy Television Award, Złotego Globu i Emmy. Zagrał polskiego robotnika Nowaka w dramacie Jerzego Skolimowskiego Fucha (Moonlighting, 1982).
W dramacie Zdrada (Betrayal, 1983) na podstawie sztuki Harolda Pintera z Benem Kingsleyem wystąpił jako agent literacki Jerry. Na planie australijskiego filmu Dzika kaczka (The Wild Duck, 1984) według sztuki Henrika Ibsena poznał Liv Ullmann. We francusko-niemieckim melodramacie Volkera Schlöndorffa Miłość Swanna (Un amour de Swann, 1984) według scenariusza Petera Brooka, Jeana-Claude’a Carrière’a i powieści Marcela Prousta W poszukiwaniu straconego czasu z Ornellą Muti, Alainem Delonem, Fanny Ardant i Marie-Christine Barrault zagrał postać angielskiego krykiecisty Charlesa Fredericka Swanna. Za rolę księdza Gabriela w dramacie wojennym Rolanda Joffégo Misja (The Mission, 1986) z Robertem De Niro zdobył nominację do Złotego Globu i David di Donatello. Błysnął podwójną rolą jako bliźniacy jednojajowi Beverly i Elliot Mantle w dreszczowcu psychologicznym Davida Cronenberga Nierozłączni (Dead Ringers, 1988). Pasmo jego sukcesów zwieńczyła oscarowa kreacja Clausa von Bülowa w opartym na faktach dramacie sensacyjnym Barbeta Schroedera Druga prawda (Reversal of Fortune, 1990) z Glenn Close.
W 1991 był gościem Saturday Night Live. Występował również w takich produkcjach jak Kafka (1991), Skaza (1992), Człowiek w żelaznej masce (1998) jako Aramis, Długość geograficzna (Longitude, 2000) jako komandor podporucznik Rupert Gould, Julia (2004), Królestwo niebieskie (2005), HBO Elżbieta I (Elizabeth I, 2005) jako Robert Dudley, Inland Empire (2006) czy Kolor magii (The Colour of Magic, 2008).
W serialu Showtime Rodzina Borgiów (The Borgias, 2011–2013) w reżyserii Neila Jordana wystąpił jako Rodrigo Borgia / Aleksander VI.
Irons zasiadał w jury konkursu głównego na 53. MFF w Cannes (2000). Przewodniczył obradom jury na 70. MFF w Berlinie (2020).

## Życie prywatne
W 1969 roku poślubił Julie Hallam, jednak ich małżeństwo zostało anulowane. 28 marca 1978 ożenił się z Sinéad Cusack. Mają dwóch synów: Samuela Jamesa Brefniego (ur. 16 września 1978), z zawodu fotografa, i Maximiliana Paula Diarmuida (ur. 17 października 1985), z zawodu aktora. Obaj synowie grali z ojcem w filmach, Sam w Danny Mistrz Świata, Max w Julii.

## Filmografia
| Rok  | Tytuł oryginalny                          | Tytuł polski                            | Rola                                  | Uwagi |
| ---- | ----------------------------------------- | --------------------------------------- | ------------------------------------- | --- |
| 1980 | Nijinsky                                  | Niżyński                                | Michaił Fokin                         | |
| 1981 | The French Lieutenant’s Woman             | Kochanica Francuza                      | Charles Henry Smithson/Mike           | Nominacia – BAFTA Najlepszy aktor pierwszoplanowy |
| 1982 | Moonlighting                              | Fucha                                   | Nowak                                 | |
| 1983 | Betrayal                                  | Zdrada                                  | Jerry                                 | |
| 1984 | The Wild Duck                             | Dzika kaczka                            | Harold                                | |
| 1984 | Un amour de Swann                         | Miłość Swanna                           | Charles Swann                         | |
| 1986 | The Mission                               | Misja                                   | Father Gabriel                        | Nominacja – Złoty Glob Najlepszy aktor w dramacie |
| 1988 | A Chorus of Disapproval                   | Loża szyderców                          | Guy Jones                             | |
| 1988 | Dead Ringers                              | Nierozłączni                            | Beverly Mantle / Elliot Mantle        | Nagroda Genie Najlepszy aktor pierwszoplanowy NYFCC Najlepszy aktor pierwszoplanowy Nominacja – Saturn Najlepszy aktor pierwszoplanowy |
| 1989 | Australia                                 | Australia                               | Edouard Pierson                       | |
| 1989 | Danny, the Champion of the World          | Danny Mistrz Świata                     | William Smith                         | |
| 1990 | Reversal of Fortune                       | Druga prawda                            | Claus von Bülow                       | Nagroda Akademii Filmowej Najlepszy aktor pierwszoplanowy NSFC Najlepszy aktor LAFCA Najlepszy aktor pierwszoplanowy David di Donatello Najlepszy aktor zagraniczny Złoty Glob Najlepszy aktor w dramacie                                                 |
| 1991 | Žebrácká opera                            | Opera żebracza                          | Prisoner                              | |
| 1991 | Kafka                                     | Kafka                                   | Kafka                                 | |
| 1992 | Waterland                                 | Kraina wód                              | Tom Crick                             | |
| 1992 | Damage                                    | Skaza                                   | Dr. Stephen Fleming                   | |
| 1993 | M. Butterfly                              |                                         | René Gallimard                        | |
| 1993 | The House of the Spirits                  | Dom dusz                                | Esteban Trueba                        | |
| 1994 | The Lion King                             | Król lew                                | Skaza                                 | Dubbing Annie Najlepsze osiągnięcie w grze głosem |
| 1995 | Die Hard with a Vengeance                 | Szklana pułapka 3                       | Simon Gruber                          | |
| 1996 | Stealing Beauty                           | Ukryte pragnienia                       | Alex                                  | Nominacja – Złoty Satelita Najlepszy aktor drugoplanowy w dramacie |
| 1997 | Chinese Box                               | Chińska szkatułka                       | John                                  | |
| 1997 | Lolita                                    |                                         | Humbert Humbert                       | |
| 1998 | The Man in the Iron Mask                  | Człowiek w żelaznej masce               | Aramis                                | |
| 2000 | Dungeons & Dragons                        | Lochy i smoki                           | Profion                               | |
| 2000 | Longitude                                 | Długość geograficzna                    | Rupert Gould                          | Miniserial |
| 2001 | The Fourth Angel                          | Anioł zemsty                            | Jack Elgin                            | |
| 2001 | Beckett on Film – Ohio Impromptu          |                                         | Reader/Listener                       | |
| 2002 | Callas Forever                            | Wieczna Callas                          | Larry Kelly                           | |
| 2002 | Last Call                                 | Ostatnie wołanie                        | F. Scott Fitzgerald                   | |
| 2002 | The Time Machine                          | Wehikuł czasu                           | Über-Morlock                          | |
| 2003 | And now... Ladies and Gentlemen           | Piano Bar                               | Valentin Valentin                     | |
| 2003 | School Story 3                            |                                         | Scar the Lion                         | |
| 2003 | Hittites                                  | Hetyci. Zapomniane imperium             | Narrator                              | |
| 2004 | Mathilde                                  |                                         | Pułkownik Unprofora                   | |
| 2004 | The Merchant of Venice                    | Kupiec wenecki                          | Antonio                               | |
| 2004 | Being Julia                               | Julia                                   | Michael Gosselyn                      | Nominacja – Złoty Satelita Najlepszy aktor drugoplanowy w dramacie |
| 2005 | Kingdom of Heaven                         | Królestwo niebieskie                    | Tiberias                              | |
| 2005 | Casanova                                  |                                         | Pucci                                 | |
| 2006 | Inland Empire                             |                                         | Kingsley Stewart                      | |
| 2006 | Eragon                                    |                                         | Brom                                  | |
| 2006 | Elizabeth I                               | Elżbieta I                              | Robert Dudley                         | Złoty Glob Najlepszy aktor drugoplanowy w serialu, miniserialu lub filmie telewizyjnym Amerykańska Gildia Aktorów Filmowych Najlepszy aktor w filmie telewizyjnym lub miniserialu Emmy Najlepszy aktor drugoplanowy w miniserialu lub filmie telewizyjnym |
| 2008 | The Colour of Magic                       | Kolor magii                             | Havelock Vetinari                     | Miniserial |
| 2008 | Appaloosa                                 |                                         | Randall Bragg                         | |
| 2009 | The Pink Panther 2                        | Różowa Pantera 2                        | Alonso Avellaneda                     | |
| 2009 | Georgia O’Keeffe                          |                                         | Alfred Stieglitz                      | Nominacja – Złoty Glob Najlepszy aktor w miniserialu lub filmie telewizyjnym |
| 2011 | The Borgias                               | Rodzina Borgiów                         | Rodrigo Borgia / Papież Aleksander VI | Serial telewizyjny |
| 2011 | Margin Call                               | Chciwość                                | John Tuld                             | |
| 2012 | The Hollow Crown                          |                                         | Henryk IV                             | |
| 2012 | The Words                                 | Między wierszami                        | Starzec                               | |
| 2013 | Beautiful Creatures                       | Piękne istoty                           | Macon Ravenwood                       | |
| 2013 | Night Train to Lisbon                     | Nocny pociąg do Lizbony                 | Raimund Gregorius                     | |
| 2014 | A Magnificent Death from a Shattered Hand |                                         |                                       | |
| 2015 | The Man Who Knew Infinity                 | Człowiek, który poznał nieskończoność   | G.H. Hardy                            | |
| 2015 | High-Rise                                 |                                         | Anthony Royal                         | |
| 2016 | Their Finest                              | Zwyczajna dziewczyna                    | Minister Wojny                        | |
| 2016 | Race                                      | Zwycięzca                               | Avery Brundage                        | |
| 2016 | Assassin’s Creed                          |                                         | Rikkin                                | |
| 2016 | La corrispondenza                         |                                         | Ed Phoerum                            | |
| 2016 | Batman v Superman: Dawn of Justice        | Batman v Superman: Świt sprawiedliwości | Alfred Pennyworth                     | |
| 2016 | The Treehouse                             |                                         |                                       | |
| 2017 | Justice League                            | Liga Sprawiedliwości                    | Alfred Pennyworth                     | |
| 2018 | Better Start Running                      |                                         | Garrison                              | |
| 2018 | Red Sparrow                               | Czerwona jaskółka                       | gen. Korcznoj                         | |
| 2018 | An Actor Prepares                         |                                         | Atticus                               | |
| 2019 | Watchmen                                  |                                         | Adrian Veidt / Ozymandiasz            | |
| 2020 | Love, Weddings & Other Disasters          | Miłość, ślub i inne nieszczęścia        | Lawrence Philips                      | |
| 2021 | Munich                                    | Monachium: W obliczu wojny              | Neville Chamberlain                   | |
| 2021 | House of Gucci                            | Dom Gucci                               | Rodolfo Gucci                         | |
| 2021 | Zack Snyder’s Justice League              | Liga Sprawiedliwości Zacka Snydera      | Alfred Pennyworth                     | |
| 2023 | The Flash                                 | Flash                                   | Alfred Pennyworth                     | |
| 2023 | Cello                                     |                                         | Francesco                             | |
| 2024 | The Beekeeper                             | Pszczelarz                              | Wallace Westwyld                      | |

## Nagrody
- Nagroda Akademii Filmowej Najlepszy aktor pierwszoplanowy: 1990 Druga prawda
- Złoty Glob
  - Najlepszy aktor w filmie dramatycznym: 1990 Druga prawda
  - Najlepszy aktor drugoplanowy w serialu, miniserialu lub filmie telewizyjnym: 2006 Elżbieta I
- Nagroda Emmy Najlepszy aktor drugoplanowy w miniserialu lub filmie telewizyjnym: 2006 Elżbieta I